# 咖啡薄壳卷管螺
咖啡薄壳卷管螺（学名：Asperdaphne subzonata）是新腹足目腹足纲软体动物的一個糙桂螺属海螺物种。糙桂螺屬舊屬捲管螺科，現時已重新分類至披脊螺科（Raphitomidae）。

## 分佈
這個海洋腹足綱物種分佈於菲律宾、日本及台灣龜山島的海域，常栖息在泥沙质海底。

## 外部連結
- Gastropods.com: Asperdaphne subzonata
- Tucker, J.K.  (PDF). Zootaxa. 2004, 682: 1–1295  [2021-01-24]. （原始内容存档 (PDF)于2019-07-24）.